# Salimata Lam
Salimata Lam es una defensora de derechos humanos mauritana. Es una activista contra la esclavitud, y es la coordinadora a nivel nacional de la organización no gubernamental de derechos humanos "SOS Esclaves".

## Trayectoria
Lam es la coordinadora de "SOS Esclaves", una organización no gubernamental fundada en 1995 por el abogado mauritanio Boubacar Ould Messaoud, que aborda el tema de la esclavitud moderna. La organización de Lam también trabaja contra los matrimonios forzados.
A partir de agosto de 2015, los programas de las organizaciones contra la esclavitud, incluidos los de "SOS Esclaves", han dado lugar a la promulgación de leyes en Mauritania que estipulan el aumento de la pena de prisión para los delincuentes de diez a veinte años, así como la tipificación como delito del acto de los matrimonios forzados. Sin embargo, en una entrevista con Al Jazeera en 2015, Lam indicó que a pesar de la presencia de enmiendas en leyes de la constitución para abordar la esclavitud y los matrimonios forzados en Mauritania, "sólo un poseedor de esclavos ha sido procesado de manera concluyente por poseerlos".
En 2017, Lam fue nominada para el Premio Nueva Mujer Africana en la Sociedad Civil, pero perdió contra la activista Theresa Kachindamoto de Malawi.

En marzo de 2018, dos propietarios de esclavos en Mauritania fueron sentenciados a 10 y 20 años de prisión, la sentencia más dura contra la esclavitud hasta entonces. Sobre uno de los casos, Lam comentó que fue el resultado de siete años de trabajo y agregó:
"Creo que la tendencia es irreversible. No puedes cerrar los ojos ante esta situación".